# Мю-металл
Мю-металл (англ. mu-metal) — магнито-мягкий сплав никеля (77 %), железа (16 %), меди (5 %) и молибдена или хрома (2 %). Обладает исключительно большой магнитной проницаемостью при небольшом внешнем магнитном поле (максимальная относительная магнитная проницаемость μ ≈ 100 000…300 000). Сплав с незначительными вариациями выпускается за рубежом под марками MuMETAL, Mumetall, Mumetal2. В России мю-металл относится к классу пермаллоев.

## История создания
Мю-металл был создан британскими учёными Willoughby S. Smith и Henry J. Garnett и запатентован в 1923 году, когда британская компания прокладывала телеграфный кабель по дну Атлантического океана. Оказалось, что солёность морской воды сильно меняла электрическую ёмкость кабеля, что снижало скорость передачи данных до 10—12 слов в минуту. Выход был найден в оборачивании кабеля металлической фольгой. В качестве материала фольги была выбрана модификация пермаллоя — мю-металл.